# Сподобовка
Сподобовка (укр. Сподобівка) — село,
Сподобовский сельский совет,
Шевченковский район,
Харьковская область.
Код КОАТУУ — 6325786001. Население по переписи 2001 года составляет 542 (263/279 м/ж) человека.
Является административным центром Сподобовского сельского совета, в который, кроме того, входят сёла
Дуванка и
Федоровка.

## Географическое положение
Село Сподобовка находится у истоков реки Синиха.
Река в этом месте пересыхает, на ней сделано несколько запруд.
На расстоянии в 1 км расположено село Дуванка.

## История
- 1875 — дата основания.

## Экономика
- «Сподобовка», ООО.
- Акционерное общество «ДРУЖБА».

## Объекты социальной сферы
- Детский сад.
- Школа.
- Фельдшерско-акушерский пункт.

## Достопримечательности
- Братская могила советских воинов. Похоронено 5 воинов.
- Могила и памятный знак Васильченку А.А., Герою Советского Союза. 1942 г.